# Сан-Висенте (департамент)
Сан-Висе́нте (исп. San Vicente) — один из 14 департаментов Сальвадора. Находится в центральной части страны. Граничит с департаментами Кабаньяс, Кускатлан, Ла-Пас, Усулутан и Сан-Мигель. С юга омывается Тихим океаном. Административный центр — город Сан-Висенте. Город Сан-Висенте являлся столицей Сальвадора во время нахождения страны в составе Соединённых провинций (1834—1840).
Образован 12 июня 1824 года.
Площадь — 1184 км².
Население — 161 645 чел. (2007).
Губернатор — назначенный на должность в июле 2009 года.

## Муниципалитеты
1. Апастепеку
2. Верапас
3. Гваделупа
4. Сан-Висенте
5. Сан-Ильдефонсо
6. Сан-Кайетано-Истепеке
7. Сан-Лоренсо
8. Сан-Себастьян
9. Сан-Эстебан-Катарина
10. Санта-Клара
11. Санто-Доминго
12. Теколука
13. Тепетитан

## Галерея

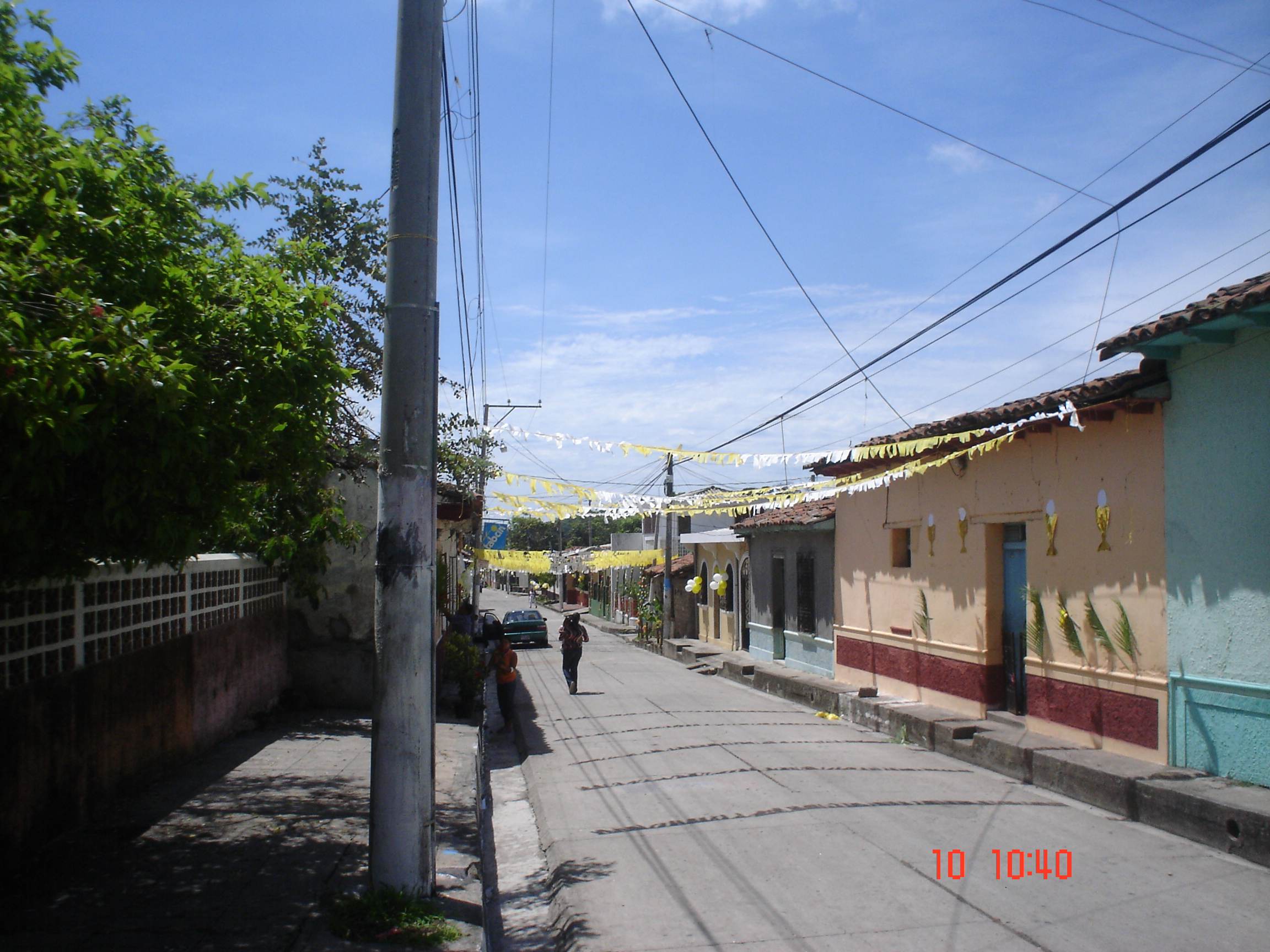
Апастепекуе
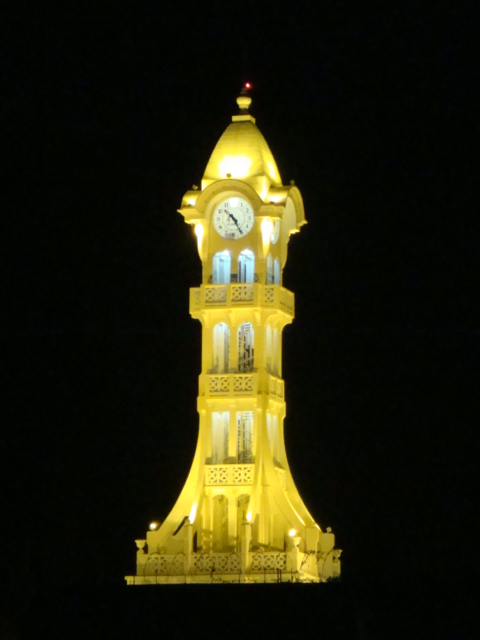
Башня в Сан-Висенте